# Pierre Marie Alexis Millardet
Pierre Marie Alexis Millardet (13 de diciembre de 1838, Montmirey-la-Ville - 15 de diciembre de 1902, Burdeos) fue un botánico, pteridólogo, y micólogo francés. 

## Biografía
Estudia en las Universidades de Heidelberg y de Freiberg, y luego fue profesor de botánica en las de Estrasburgo (1869), Nancy (1872), y de Bordeaux (1876).
Millardet es principalmente recordado por sus estudios de fitopatología. 
En los 1860s los viñedos de Francia estaban infestados por la destructora Phylloxera, un áfido inadvertidamente introducido a Europa desde los EE. UU. Millardet y su colega botánico Jules Émile Planchon controlaron la infestación usando cepas estadounidenses como pies, que eran resistentes a la Filoxera. Millardet también fue responsable de proteger los viñedos del hongo Peronospora farinosa mildiu (y Plasmopara viticola). El preventivo era usar una mezcla de cal hidratada, sulfato cúprico y agua, conociéndosela como caldo bordelés, que fue el primer fungicida usado universalmente, y aún se lo usa y es eficiente.

## Escritos
- Monographie sur la croissance de la vigne et la technique d'hybridation artificielle.

- Un porte-greffe pour les terrains crayeux et marneux les plus chlorosant.

- Notes sur les vignes américaines et opuscules divers sur le même sujet.

- Pourridié et Phylloxéra. Etude comparative de ces deux maladies de la vigne, 1882

- Histoire des principales variétés et espèces de vignes d'origine américaine qui résistent au phylloxera. 1885